# 16 أكتوبر
- السبت
- الأحد
- الاثنين
- الثلاثاء
- الأربعاء
- الخميس
- الجمعة

- 275 ربيع الآخر 1447  هـ
- 286 ربيع الآخر 1447  هـ
- 297 ربيع الآخر 1447  هـ
- 308 ربيع الآخر 1447  هـ
- 19 ربيع الآخر 1447  هـ
- 210 ربيع الآخر 1447  هـ
- 311 ربيع الآخر 1447  هـ
- 412 ربيع الآخر 1447  هـ
- 513 ربيع الآخر 1447  هـ
- 614 ربيع الآخر 1447  هـ
- 715 ربيع الآخر 1447  هـ
- 816 ربيع الآخر 1447  هـ
- 917 ربيع الآخر 1447  هـ
- 1018 ربيع الآخر 1447  هـ
- 1119 ربيع الآخر 1447  هـ
- 1220 ربيع الآخر 1447  هـ
- 1321 ربيع الآخر 1447  هـ
- 1422 ربيع الآخر 1447  هـ
- 1523 ربيع الآخر 1447  هـ
- 1624 ربيع الآخر 1447  هـ
- 1725 ربيع الآخر 1447  هـ
- 1826 ربيع الآخر 1447  هـ
- 1927 ربيع الآخر 1447  هـ
- 2028 ربيع الآخر 1447  هـ
- 2129 ربيع الآخر 1447  هـ
- 2230 ربيع الآخر 1447  هـ
- 231 جمادى الأولى 1447  هـ
- 242 جمادى الأولى 1447  هـ
- 253 جمادى الأولى 1447  هـ
- 264 جمادى الأولى 1447  هـ
- 275 جمادى الأولى 1447  هـ
- 286 جمادى الأولى 1447  هـ
- 297 جمادى الأولى 1447  هـ
- 308 جمادى الأولى 1447  هـ
- 319 جمادى الأولى 1447  هـ

16 أكتوبر أو 16 تشرين الأوَّل أو يوم 16 \ 10 (اليوم السادس عشر من الشهر العاشر) هو اليوم التاسع والثمانين بعد المئتين (289) من السنة، أو التسعين بعد المئتين (290) في السنوات الكبيسة، وفقًا للتقويم الميلادي الغربي (الغريغوري). يبقى بعده 76 يومًا على انتهاء السنة.

## أحداث
- 1066 - ويليام الفاتح دوق نرمندية يهزم هارولد جودوينسون ملك إنجلترا في «موقعة هاستنجز»، ويعلن نفسه ملكًا على إنجلترا.
- 1793 - إعدام الملكة ماري أنطوانيت زوجة لويس السادس عشر ملك فرنسا بتهمة الخيانة.
- 1924 - القوات السعودية تدخل مدينة مكة بعد انسحاب الشريف حسين إلى جدة.
- 1933 - الملك فؤاد يوقع مرسومًا بتأسيس وإنشاء مجمع اللغة العربية بالقاهرة.
- 1945 - تأسيس منظمة الأغذية والزراعة / الفاو.
- 1946 - إعدام 10 من مجرمي الحرب العالمية الثانية بعد إدانتهم من قبل محكمة نورنبيرغ.
- 1948 - 16 دولة أوروبية توقع على مشروع مارشال القاضي بتقديم مساعدة اقتصادية أمريكية كبيرة لإعادة إعمار أوروبا بعد الحرب العالمية الثانية.
- 1949 - انتهاء الحرب الأهلية في اليونان.
- 1965 - الرئيس التونسي الحبيب بورقيبة يقترح فتح حوار مباشر بين الإسرائيليين والفلسطينيين.
- 1967 - مسيرات احتجاج في 30 مدينة أمريكية احتجاجًا على استمرار الحرب في فيتنام.
- 1970 - محمد أنور السادات يتولى رئاسة مصر رسميًا خلفًا لجمال عبد الناصر وذلك بعد أن تولى الرئاسة بالنيابة منذ وفاته بصفته نائبًا للرئيس.
- 1971 - اختتام حفل ذكرى 2500 عام لإنشاء مملكة فارس في إيران.
- 1978 - انتخاب الكاردينال كارول فويتيالا بابا للكنيسة الكاثوليكية، وقد اتخذ اسم يوحنا بولس الثاني وذلك تكريمًا للبابا يوحنا بولس الأول الذي لم يتول سوى لمدة شهر ثم توفي وخلفه هو، وهو أول بابا غير إيطالي منذ عام 1522.
- 1986 - سقوط طائرة إسرائيلية فوق جنوب لبنان وعلى متنها الطيار رون أراد.
- 1991 - الرئيس الأفغاني الموالي للسوفييت محمد نجيب الله يستقيل من منصبه.
- 1998 - شرطة سكوتلاند يارد تعتقل دكتاتور تشيلي السابق الجنرال أوغستو بينوشيه في لندن.
- 2002 - افتتاح مكتبة الإسكندرية الجديدة في مصر.
- 2003 - مجلس الأمن الدولي يعتمد مشروع قرار أمريكي يقضي بقيام قوة متعددة الجنسيات في العراق تحت قيادة أمريكية دون تحديد موعد إعادة السيادة للعراقيين.
- 2004 - الرئيس الأمريكي جورج دبليو بوش يوقع على قانون جديد يلزم وزارة الخارجية الأمريكية بإحصاء الأعمال المعادية للسامية حول العالم وتقديم مواقف الدول من هذه المسألة.
- 2009 - مجلس حقوق الإنسان يصوت بالموافقة على تقرير لجنة غولدستون حول الهجوم الذي شنته إسرائيل على قطاع غزة في ديسمبر من عام 2008 بأغلبية 25 صوت و6 أصوات ضد وإمتناع 11 دولة عن التصويت.
- 2012 - بدء محاكمة الزعيم الصربي رادوفان كاراديتش أمام محكمة جرائم الحرب في لاهاي كمجرم حرب؛ بعد إلقاء القبض عليه، وبعد تحقيق قاض صربي معه فيما نسب إليه.
- 2013 - سقوط طائرة ركاب من نوع إيه تي آر 72 في لاوس، مما أدى إلى مقتل كل من فيها، وهم 49 شخصًا من بينهم 5 هم طاقم الطائرة.
- 2017 -
  - فوز سورونباي جينبيكوف في الانتخابات الرئاسية القيرغيزية ليصبح بذلك أول رئيس في تاريخ البلاد تنتقل إليه السلطة بصورة سلمية.
  - الجيش العراقي والشرطة الاتحادية العراقية يدخلان مركز مدينة كركوك ويفرضان السيطرة على كامل محافظة كركوك ويعلنان أيضًا السيطرة على المنشآت النفطية، خلال عملية لفرض سيطرة الحكومة على الأراضي المتنازع عليها.
- 2018 - استحداث قضاء الزوراء شرق محافظة بغداد.
- 2020 - مقتل وذبح معلم فرنسي على يد لاجئ شيشاني على خلفية عرض الأول رسومًا هزلية للنبي محمد على طلابه في درس عن حرية التعبير.
- 2024 - مقتل يحيى السنوار، رئيس المكتب السياسي لحركة حماس، في اشتباك مسلح مع قوات الاحتلال الإسرائيلي في رفح جنوب قطاع غزة.

## مواليد
- 1396 - ويليام دي لا بولي، عسكري إنجليزي.
- 1430 - جيمس الثاني، ملك اسكتلندا.
- 1758 - نوح وبستر، عالم لغويات أمريكي.
- 1840 - كيوتاكا كورودا، رئيس وزراء ياباني.
- 1841 - إيتو هيروبومي، رئيس وزراء ياباني.
- 1854 -
  - أوسكار وايلد، مؤلف مسرحي وروائي وشاعر أيرلندي.
  - كارل كاوتسكي، فيلسوف ألماني تشيكي.
- 1863 - أوستن تشامبرلين، سياسي بريطاني حاصل على جائزة نوبل للسلام عام 1925.
- 1868 - أحمد شوقي، شاعر مصري ملقب بأمير الشعراء.
- 1886 - دافيد بن غوريون، رئيس وزراء إسرائيل الأول.
- 1888 - أوجين أونيل، كاتب أمريكي حاصل على جائزة نوبل في الأدب عام 1936.
- 1890 - مايكل كولينز، سياسي أيرلندي.
- 1894 - موشيه شاريت، رئيس وزراء إسرائيل الثاني.
- 1903 - يوسف يعقوب مسكوني، مدرس وباحث تاريخ وكاتب عراقي.
- 1908 - أنور خوجة، سياسي ألباني.
- 1914 - محمد ظاهر شاه، ملك أفغاني.
- 1918 - لوي ألتوسير، فيلسوف فرنسي.
- 1919 - عبد الرشيد علي شارماركي، رئيس صومالي.
- 1923 - بيرت كامبفرت، موسيقي ألماني.
- 1927 - غونتر غراس، أديب ألماني حاصل على جائزة نوبل في الأدب عام 1999.
- 1939 - أمانسيو أمارو، لاعب كرة قدم إسباني.
- 1947 - ديفيد زاكر، مخرج أمريكي.
- 1948 - هيما ماليني، ممثلة هندية.
- 1949 - عصام عبه جي، ممثل سوري.
- 1953 - فالكاو، لاعب كرة قدم برازيلي.
- 1958 - تيم روبنز، ممثل أمريكي.
- 1962 - مانوت بول، لاعب كرة سلة سوداني.
- 1966 - طارق الحبيب، دكتور في علم النفس سعودي.
- 1967 - محمود عبد العزيز، مغني سوداني.
- 1970 - محمد شول، لاعب كرة قدم ألماني.
- 1975 - برينيار غونارسون، لاعب كرة قدم آيسلندي.
- 1977 -
  - دانة الربيش، إعلامية كويتية.
  - فاطمة العبد الله، إعلامية وممثلة كويتية.
  - نجاح المساعيد، إعلامية وشاعرة أردنية.
- 1983 - فيليب كولشرايبر، لاعب كرة مضرب ألماني.
- 1984 - شاين وارد، مغني إنجليزي.

## وفيات
- 1793 - ماري أنطوانيت، زوجة لويس السادس عشر ملك فرنسا.
- 1956 - جول ريميه، رئيس الاتحاد الدولي لكرة القدم.
- 1959 - جورج مارشال، وزير خارجية الولايات المتحدة.
- 1971 - سعيد أبو بكر، ممثل مصري.
- 1973 - رياض عبد اللطيف الشهابي، عسكري عراقي.
- 1981 - موشيه ديان، سياسي وعسكري إسرائيلي.
- 2002 - هيثم كجو، لاعب كرة قدم سوري.
- 2011 -
  - عمر الحريري، ممثل مصري.
  - دانيال ويلدون، سائق سباق سيارات إنجليزي.
- 2021 - كرم النجار، كاتب سيناريو ومخرج تلفزيوني مصري.
- 2024 -
  - يحيى السنوار، سياسي وقائد فلسطيني.
  - ليام باين، مغني وكاتب أغاني إنجليزي.

## أعياد ومناسبات
- اليوم العالمي للتغذية.

## وصلات خارجية
- وكالة الأنباء القطريَّة: حدث في مثل هذا اليوم.
- النيويورك تايمز: حدث في مثل هذا اليوم.
- BBC: حدث في مثل هذا اليوم.